# Gakushuin
A Corporação Escola Gakushuin, ou simplesmente Escola Gakushuin ou só Gakushuin (学習院), é uma instituição educacional que tem origens no instituto educacional criado em 1947 para filhos de nobres ao lado do Palácio Imperial de Quioto, posteriormente nomeado de Gakushuin pelo Imperador Kōmei. 

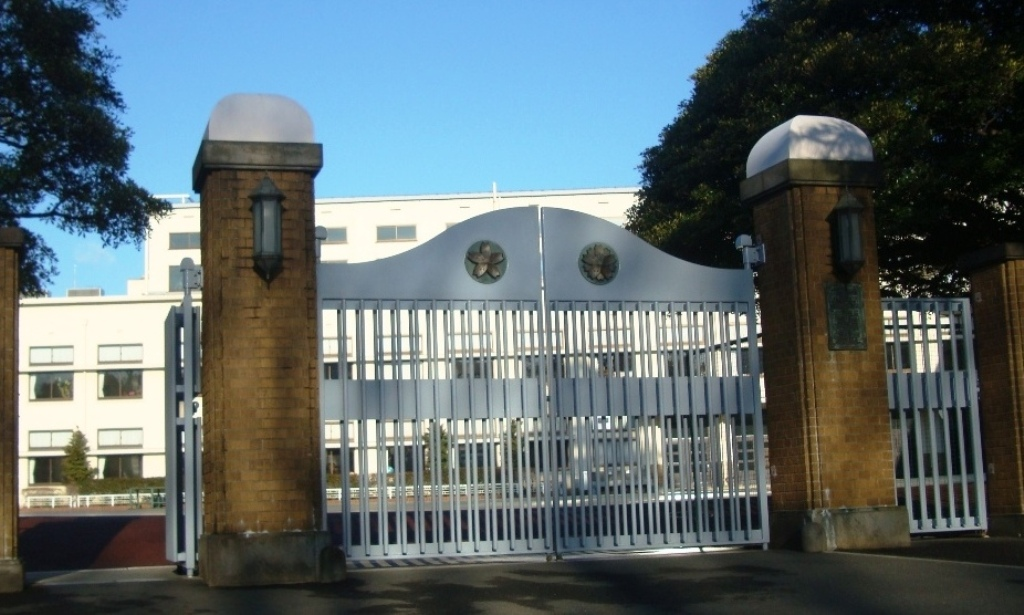

Quando o imperador se mudou para Tóquio em 1869, a nobreza seguiu com ele, e por iniciativa de vários destes nobres, uma nova escola foi estabelecida em Tóquio em 1877, chamada Peers’ School (Escola dos Pares). Durante a inauguração desta escola, o imperador entregou uma placa onde estava escrito Gakushuin, para seguir a "tradição da velha escola de Quioto", segundo o histórico oficial. "Reconhecemos que esta é a data de fundação da atual Gakushuin", lê-se também. . 
Fundada inicialmente para receber os filhos da aristocracia japonesa (Kazoku), suas portas, entretanto, acabaram sendo abertas também para descendentes de famílias extremamente ricas. Entre seus alunos famosos estão, por exemplo, os imperadores Hirohito, Akihito e Naruhito, o escritor e dramaturgo Yukio Mishima e a artista Yoko Ono, viúva de John Lennon.
Depois da Segunda Guerra Mundial, Gakushuin tornou-se uma instituição privada e subsequentemente estabeleceu novas filiais, das quais a mais importante é a Universidade de Gakushuin, que não deve ser confundida com a escola original para filhos de nobres.